# LFP World Challenge
La LFP World Challenge es un proyecto llevado a cabo conjuntamente por el Gobierno de España, la Liga de Fútbol Profesional (LFP), el Consejo Superior de Deportes (CSD) y el Instituto Español de Comercio Exterior (ICEX) para promover la Marca España a través del deporte, con el fútbol como eje principal, así como generar oportunidades de negocio para empresas españolas en el extranjero a través de la Spain Experience.

## Giras LaLiga WORLD

### Postemporada 13-14 de mayo de 2014
| Fecha      | País      | Ciudad    | Estadio               | Club anfitrión      | Club LaLiga            | Resultado |
| ---------- | --------- | --------- | --------------------- | ------------------- | ---------------------- | --------- |
| 22/05/2014 | Indonesia | Bandung   | Jalak Harupat Soreang | Pelita Bandung Raya | Sevilla FC             | 0-4       |
| 26/05/2014 | Malasia   | Shah Alam | Estadio Shah Alam     | Selangor FA         | Sevilla FC             | 0-2       |
| 28/05/2014 | Hong Kong | Kowloon   | Estadio Mong Kok      | Biu Chun Rangers    | Valencia CF            | 1-3       |
| 28/05/2014 | Hong Kong | Kowloon   | Estadio Mong Kok      |                     | Valencia vs Villarreal | 1-0       |
| 28/05/2014 | Hong Kong | Kowloon   | Estadio Mong Kok      | Biu Chun Rangers    | Villarreal CF          | 1-1       |

### Pretemporada 14-15 de julio-agosto de 2014
| Fecha      | País           | Ciudad           | Estadio                         | Club anfitrión                 | Club LaLiga            | Resultado    |
| ---------- | -------------- | ---------------- | ------------------------------- | ------------------------------ | ---------------------- | ------------ |
| 22/07/2014 | Colombia       | Bogotá           | El Campín                       | Independiente Santa Fe         | Deportivo de La Coruña | 1-0          |
| 25/07/2014 | Colombia       | Cali             | Estadio Pascual Guerrero        | Deportivo Cali                 | Deportivo de La Coruña | 3 – 1        |
| 25/07/2014 | Australia      | Adelaida         | Adelaide Oval                   | Adelaide United                | Málaga CF              | 1-5          |
| 26/07/2014 | Perú           | Lima             | Estadio Nacional                | Alianza Lima                   | Valencia CF            | 2-2 *9-8 pen |
| 27/07/2014 | Australia      | Perth            | nib Stadium                     | Perth Glory FC                 | Málaga CF              | 1-1          |
| 27/07/2014 | Estados Unidos | San Francisco    | Candlestick Park                | San Jose Earthquakes           | Atlético de Madrid     | 0-0 *3-4 pen |
| 29/07/2014 | Chile          | Santiago         | Estadio San Carlos de Apoquindo | Universidad Católica           | Valencia CF            | 1-0          |
| 30/07/2014 | México         | Ciudad de México | Estadio Azteca                  | Club América                   | Atlético de Madrid     | 0-0 *3-2 pen |
| 30/07/2014 | Tailandia      | Nonthaburi       | SCG Stadium                     | Muangthong United              | UD Almería             | 1-1          |
| 02/08/2014 | Alemania       | Gelsenkirchen    | Veltins Arena                   | Newcastle United Football Club | Málaga CF              | 1-3          |
| 03/08/2014 | Alemania       | Gelsenkirchen    | Veltins Arena                   | West Ham United                | Málaga CF              | 0-2          |
| 06/08/2014 | Tailandia      | Phuket           | Surakul Stadium                 | Phuket FC                      | UD Almería             | 1-3          |
| 06/08/2014 | Turquía        | Esmirna          | Estadio İzmir Atatürk           | Galatasaray SK                 | Atlético de Madrid     | 0-0          |

### Postemporada 14-15 de mayo-junio de 2015
| Fecha      | País           | Ciudad    | Estadio           | Club anfitrión  | Club LaLiga   | Resultado |
| ---------- | -------------- | --------- | ----------------- | --------------- | ------------- | --------- |
| 29/05/2015 | Australia      | Adelaida  | Hindmarsh Stadium | Adelaide United | Villarreal CF | 2-3       |
| 29/05/2015 | Estados Unidos | Columbus  | Mapfre Stadium    | Columbus Crew   | Valencia CF   | 0-1       |
| 29/05/2015 | Ecuador        | Guayaquil | Banco Pichincha   | Barcelona       | RCD Espanyol  | 1-0       |
| 31/05/2015 | Marruecos      | Agadir    | Stade de Agadir   | Hassania Agadir | Sevilla FC    | 2-1       |
| 03/06/2015 | Australia      | Brisbane  | Lang Park         | Brisbane Roar   | Villarreal CF | 3-0       |

### Pretemporada 15-16 julio agosto de 2015
| Fecha      | País      | Ciudad       | Estadio              | Club anfitrión         | Club LaLiga                     | Resultado    |
| ---------- | --------- | ------------ | -------------------- | ---------------------- | ------------------------------- | ------------ |
| 27/07/2015 | Colombia  | Cali         | Deportivo Cali       | Deportivo Cali         | Málaga CF                       | 3-2          |
| 29/07/2015 | China     | Nankín       | Estadio de Wutaishan |                        | Rayo Vallecano vs Real Sociedad | 1-0          |
| 30/07/2015 | Argentina | Buenos Aires | Nuevo Gasómetro      | San Lorenzo de Almagro | Málaga CF                       | 0-0 *4-3 pen |
| 01/08/2015 | Uruguay   | Montevideo   | Estadio Centenario   | C.A. Peñarol           | Málaga CF                       | 1-3          |
| 01/08/2015 | Alemania  | Colonia      | RheinEnergieStadion  | FC Porto               | Valencia CF                     | 0-0 *5-4 pen |
| 01/08/2015 | Japón     | Tosu Saga    | Best Amenity Stadium | Sagan Tosu             | Atlético de Madrid              | 1-1 *1-4 pen |
| 02/08/2015 | Alemania  | Colonia      | RheinEnergieStadion  | 1. FC Colonia          | Valencia CF                     | 3-2          |
| 04/08/2015 | China     | Shanghái     | Estadio de Shanghái  | Shanghái SIPG          | Atlético de Madrid              | 0-3          |
| 05/08/2015 | Marruecos | Tánger       | Stade de Tanger      | Ittihad Tanger         | Granada CF                      | 2-1          |
| 09/08/2015 | Italia    | Parma        | Ennio Tardini        | Internazionale         | Athletic Club                   | 2-0          |

### Postemporada 15-16 de mayo de 2016
| Fecha      | País           | Ciudad                  | Estadio                         | Club anfitrión       | Club LaLiga   | Resultado    |
| ---------- | -------------- | ----------------------- | ------------------------------- | -------------------- | ------------- | ------------ |
| 18/05/2016 | Estados Unidos | San José                | Avaya Stadium                   | San José Earthquakes | Real Sociedad | 2-1          |
| 19/05/2016 | Bolivia        | Santa Cruz de la Sierra | Estadio Ramón Tahuichi Aguilera | Blooming             | RCD Espanyol  | 1-3          |
| 21/05/2016 | Bolivia        | Cochabamba              | Estadio Félix Capriles          | Club Bolívar         | RCD Espanyol  | 0-0          |
| 22/05/2016 | Estados Unidos | Glassboro               | Richard Wackar Stadium          | Philadelphia Fury    | SD Eibar      | 1-1          |
| 24/05/2016 | Estados Unidos | Houston                 | BBVA Compass Stadium            | Houston Dynamo       | Real Sociedad | 3-3 *5-4 pen |
| 25/05/2016 | Estados Unidos | Las Vegas               | Estadio Sam Boyd                | NY Cosmos            | SD Eibar      | 2-2 *5-4 pen |

### Pretemporada 16-17 julio-agosto de 2016
LaLiga World en la ICC 16 
LaLiga es socia y patrocinadora de la ICC 16
| Fecha      | País      | Ciudad    | Estadio                  | Club ICC 16       | Club LaLiga        | Resultado |
| ---------- | --------- | --------- | ------------------------ | ----------------- | ------------------ | --------- |
| 29/07/2016 | Australia | Melbourne | Melbourne Cricket Ground | Tottenham Hotspur | Atlético de Madrid | 0-1       |
| 31/07/2016 | Australia | Geelong   | Simons Stadium           | Melbourne Victory | Atlético de Madrid | 1-0       |

 LaLiga World  
| Fecha      | País           | Ciudad                | Estadio                           | Club anfitrión         | Club LaLiga        | Resultado    |
| ---------- | -------------- | --------------------- | --------------------------------- | ---------------------- | ------------------ | ------------ |
| 16/07/2016 | Estados Unidos | Disney World, Orlando | ESPN Wide World of Sports Complex | River Plate            | Sevilla FC         | 1-3          |
| 19/07/2016 | Estados Unidos | Disney World, Orlando | ESPN Wide World of Sports Complex | Independiente Santa Fe | Sevilla FC         | 1-2          |
| 21/07/2016 | Uruguay        | Montevideo            | Gran Parque Central               |                        | Celta vs Depor     | 2-0          |
| 23/07/2016 | Uruguay        | Montevideo            | Gran Parque Central               | Nacional               | Celta              | 2-0          |
| 24/07/2016 | Uruguay        | Montevideo            | Campeón del Siglo                 | Peñarol                | Deportivo          | 2-2 *7-8 pen |
| 24/07/2016 | Alemania       | Aquisgrán             | New Tivoli Stadion                | 1. FC Köln             | Málaga CF          | 0-1          |
| 24/07/2016 | Alemania       | Aquisgrán             | New Tivoli Stadion                | Alemannia Aachen       | Málaga CF          | 0-0 *4-3 pen |
| 29/07/2016 | Alemania       | Dresde                | DDV-Stadion                       | Werder Bremen          | Real Betis         | 0-1          |
| 30/07/2016 | Alemania       | Dresde                | DDV-Stadion                       | Everton                | Real Betis         | 1-1 *3-4pen  |
| 06/08/2016 | Francia        | Nancy                 | Marcel Picot                      | AS Nacy                | RealSporting       | 0-0          |
| 06/08/2016 | Italia         | Cosenza               | Stadio San Vito                   | Crotone                | Atlético de Madrid | 0-2          |
| 10/08/2016 | España         | Alcira                | Estadio Luis Suñer Picó           | NPFL All Stars 2016    | Valencia CF        | 1-2          |
| 12/08/2016 | España         | Cádiz                 | Ramón de Carranza                 | NPFL All Stars 2016    | Málaga CF          | 1-4          |
| 13/08/2016 | España         | Cádiz                 | Ramón de Carranza                 | NPFL All Stars 2016    | Atlético           | 1-2          |
| 13/08/2016 | Suiza          | Lucerna               | Swissporarena                     | Catar                  | Real Betis         | 0-1          |

### Pretemporada 17-18 de julio de 2017
LaLiga es socia y patrocinadora de la ICC 17. En esta pretemporada se llegó al culmen de jugar un Real Madrid vs FC Barcelona en tierras estadounidenses.
| Fecha      | País           | Ciudad          | Estadio                       | Club ICC 17       | Club LaLiga  | Resultado    |
| ---------- | -------------- | --------------- | ----------------------------- | ----------------- | ------------ | ------------ |
| 22/07/2017 | Estados Unidos | East Rutherford | MetLife Stadium               | Juventus          | FC Barcelona | 1-2          |
| 23/07/2017 | Estados Unidos | Santa Clara     | Levi's Stadium                | Manchester United | Real Madrid  | 1-1 *2-1pen. |
| 26/07/2017 | Estados Unidos | Landover        | FedExField                    | Manchester United | FC Barcelona | 0-1          |
| 26/07/2017 | Estados Unidos | Los Ángeles     | Los Angeles Memorial Coliseum | Manchester City   | Real Madrid  | 4-1          |

 El Clásico 
| Fecha      | País           | Ciudad        | Estadio           | Local       | Visitante    | Resultado |
| ---------- | -------------- | ------------- | ----------------- | ----------- | ------------ | --------- |
| 29/07/2017 | Estados Unidos | Miami Gardens | Hard Rock Stadium | Real Madrid | FC Barcelona | 2-3       |

### Postemporada 17-18 de mayo de 2018
| Fecha      | País         | Ciudad         | Estadio                                | Club anfitrión | Club LaLiga        | Resultado |
| ---------- | ------------ | -------------- | -------------------------------------- | -------------- | ------------------ | --------- |
| 09/05/2018 | Arabia Saudí | Riad           | Príncipe Faisal bin Fahd               | Al-Nassr       | Valencia CF        | 0-0       |
| 22/05/2018 | Nigeria      | Uyo, Akwa Ibom | Godswill Akpabio International Stadium | Nigeria        | Atlético de Madrid | 2-3       |

### Pretemporada 18-19 julio-agosto 2018
LaLiga World en la ICC 18 
LaLiga es socia y patrocinadora de la ICC 18
| Fecha      | País           | Ciudad          | Estadio             | Club ICC 18       | Club LaLiga        | Resultado   |
| ---------- | -------------- | --------------- | ------------------- | ----------------- | ------------------ | ----------- |
| 26/07/2018 | Singapur       | Singapur        | Estadio Nacional    | Arsenal           | Atlético de Madrid | 1-1 *3-1pen |
| 28/07/2018 | Estados Unidos | Pasadena        | Rose Bowl           | Tottenham         | FC Barcelona       | 2-2 *5-3pen |
| 30/07/2018 | Singapur       | Singapur        | Estadio Nacional    | PSG               | Atlético de Madrid | 3-2         |
| 31/07/2018 | Estados Unidos | Arlington       | AT&T Stadium        | AS Roma           | FC Barcelona       | 2-4         |
| 31/07/2018 | Estados Unidos | Miami           | Hard Rock Stadium   | Manchester United | Real Madrid        | 2-1         |
| 04/08/2018 | Estados Unidos | Santa Clara     | Levi's Stadium      | AC Milan          | FC Barcelona       | 1-0         |
| 04/08/2018 | Estados Unidos | Landover        | FedExField          | Juventus          | Real Madrid        | 3-1         |
| 07/08/2018 | Estados Unidos | East Rutherford | MetLife Stadium     | AS Roma           | Real Madrid        | 2-1         |
| 11/08/2018 | España         | Madrid          | Wanda Metropolitano | FC Internazionale | Atlético de Madrid | 0-1         |

LaLiga World
| Fecha      | País           | Ciudad     | Estadio                  | Club anfitrión   | Club LaLiga        | Resultado    |
| ---------- | -------------- | ---------- | ------------------------ | ---------------- | ------------------ | ------------ |
| 25/07/2018 | Estados Unidos | Richmond   | City Stadium             | Richmond Kickers | RCD Español        | 2-4          |
| 27/07/2018 | India          | Kochi      | Estadio Jawaharlal Nehru | Melbourne City   | Girona FC          | 0-6          |
| 28/07/2018 | India          | Kochi      | Estadio Jawaharlal Nehru | Kerala Blasters  | Girona FC          | 0-5          |
| 28/07/2018 | Estados Unidos | Cincinnati | Nippert Stadium          | FC Cincinnati    | RCD Español        | 2-3          |
| 03/08/2018 | Portugal       | Oporto     | Bessa XXI                | Boavista FC      | Getafe CF          | 0-0 *3-4 pen |
| 05/08/2018 | Portugal       | Oeiras     | Nacional Do Jamor        | Os Belenenses    | Rayo               | 1-1 *4-3 pen |
| 05/08/2018 | Alemania       | Stuttgart  | Mercedes-Benz Arena      | Vfb Stuttgart    | Atlético de Madrid | 1-1          |
| 08/08/2018 | Italia         | Cagliari   | Arena Cerdeña            | Cagliari         | Atlético de Madrid | 0-1          |

### Postemporada 2018-19 de mayo de 2019
| Fecha      | País           | Ciudad           | Estadio                      | Club anfitrión | Club LaLiga        | Resultado |
| ---------- | -------------- | ---------------- | ---------------------------- | -------------- | ------------------ | --------- |
| 21/05/2019 | Israel         | Jerusalém        | Teddy Stadium                | Beitar         | Atlético de Madrid | 2-1       |
| 22/05/2019 | Estados Unidos | Washington D. C. | Audi Field                   | D.C. United    | Real Betis         | 2-5       |
| 23/05/2019 | Tanzania       | Dar es-Salam     | Estadio Nacional de Tanzania | Simba SC       | Sevilla FC         | 4-5       |
| 25/05/2018 | Estados Unidos | Chattanooga      | Finley Stadium               | Chattanooga FC | Real Betis         | 3-4       |

### Pretemporada 2019-20 julio-agosto de 2019
LaLiga World en la ICC 19 
LaLiga es socia y patrocinadora de la ICC 19. 
Tras haber jugado un clásico, en esta edición habrá derbi madrileño, así como presencia en la edición femenina.
| Fecha      | País           | Ciudad    | Estadio         | Club ICC 19 | Club LaLiga        | Resultado |
| ---------- | -------------- | --------- | --------------- | ----------- | ------------------ | --------- |
| 21/07/2019 | Estados Unidos | Houston   | NRG Stadium     | FC Bayern   | Real Madrid        |           |
| 24/07/2019 | Estados Unidos | Landover  | FedExField      | Arsenal     | Real Madrid        |           |
| 24/07/2019 | Estados Unidos | Arlington | Globe Life Park | Guadalajara | Atlético de Madrid |           |
| 10/08/2019 | Suecia         | Estocolmo | Friends Arena   | Juventus    | Atlético de Madrid |           |

 El Derbi
| Fecha      | País           | Ciudad          | Estadio         | Club LaLiga | Club LaLiga        | Resultado |
| ---------- | -------------- | --------------- | --------------- | ----------- | ------------------ | --------- |
| 27/07/2019 | Estados Unidos | East Rutherford | MetLife Stadium | Real Madrid | Atlético de Madrid |           |

 LaLiga-Serie A Cup
LaLiga junto con la  Serie A organizan una muestra de sus ligas en tierras extranjeras.
| Fecha      | País           | Ciudad    | Estadio           | Club Serie A | Club LaLiga  | Resultado |
| ---------- | -------------- | --------- | ----------------- | ------------ | ------------ | --------- |
| 07/08/2019 | Estados Unidos | Miami     | Hard Rock Stadium | SSC Napoli   | FC Barcelona |           |
| 10/08/2019 | Estados Unidos | Ann Arbor | Míchigan Stadium  | SSC Napoli   | FC Barcelona |           |

 LaLigaWorld 
| Fecha      | País           | Ciudad        | Estadio                                 | Club anfitrión           | Club LaLiga     | Resultado |
| ---------- | -------------- | ------------- | --------------------------------------- | ------------------------ | --------------- | --------- |
| 17/07/2019 | Austria        | Schwaz        | Silberstadt Arena                       | Maguncia 05              | Rayo Vallecano  | 2-0       |
| 19/07/2019 | Portugal       | Portimão      | Estadio Municipal de Portimão           | FC Porto                 | Real Betis      |           |
| 20/07/2019 | Portugal       | Portimão      | Estadio Municipal de Portimão           | Portimonense             | Getafe          |           |
| 20/07/2019 | Alemania       | Rottach-Egern | Sportplatz Birkenmoos                   | Borussia Mönchengladbach | Rayo Vallecano  |           |
| 20/07/2019 | Canadá         | Edmonton      | The Brick Field at Commonwealth Stadium | Cardiff                  | Real Valladolid |           |
| 21/07/2019 | Estados Unidos | Boston        | Fenway Park                             | Liverpool                | Sevilla         |           |
| 24/07/2019 | Austria        | St. Johann    | Koasastadion                            | Fortuna Düsseldorf       | Rayo Vallecano  |           |
| 24/07/2019 | México         | Querétaro     | La Corregidora                          | Querétaro                | Real Betis      |           |
| 28/07/2019 | México         | Puebla        | Cuauhtémoc                              | Puebla                   | Real Betis      |           |

## Otros
El LFP World Challenge es mucho más que fútbol. Paralelamente se organizaron eventos deportivos como partido de Hockey Hierba con el equipo femenino en San Francisco.
Partido de waterpolo entre la Selección Nacional Femenina Española contra la Selección Nacional China en Shanghái.
Partido de bádminton en Tailandia entre Carolina Marín (Campeona Europea) frente a la tailandesa Ratchanok Inthanon (Campeona del Mundo). 
También se ha participado en eventos con presencia de LFP Ambassador y delegados de LFP, así como directivos de los clubes participantes en los cuatro continentes visitados.
Ha habido actos con las autoridades de los distintos lugares, así como con niños, escuelas de fútbol, etc. Cabe destacar la presencia junto al Valencia CF en la ONU para el acuerdo de patrocinio del club Ché en el proyecto UnWomen. Junto a estas giras de los equipos de La Liga y los distintos eventos frutos de la misma, se han celebrado torneos de categoría base por España y el resto del globo con equipos españoles y extranjeros con presencia de LFP Ambassadors.
Próximamente dentro del proyecto La Liga World Challenge se van a sumar a La Liga World, Spain Experience, La Liga Promises, Champions of Spain y La Liga Legends el LaLiga Women que serán giras con los equipos de la Primera División Femenina de España.

### LaLiga PROMISES
| Fecha                      | País           | Ciudad                      | Torneo                                                    |
| -------------------------- | -------------- | --------------------------- | --------------------------------------------------------- |
| 12-16 de abril de 2014     | Catar          | Doha                        | LFP Aspire Challenge U15                                  |
| 1-3 de junio de 2014       | Perú           | Lima                        | XXI Torneo Fútbol-7 Alevín Fundación El Larguero blueBBVA |
| 5-6 de junio de 2014       | Perú           | Lima                        | Torneo Internacional Movistar Sub-12                      |
| 26-28 de diciembre de 2014 | España         | Tenerife Arona              | XIX Torneo Internacional La Liga Promises                 |
| 19-21 de junio de 2015     | España         | Villarreal                  | XXII Pamesa La Liga Promises National Tournament          |
| 25-28 de julio de 2015     | Colombia       | Barranquilla                | I La Liga Promises Interational Tournament                |
| 27-29 de diciembre de 2015 | Estados Unidos | Miami                       | II Torneo Internacional La Liga Promises                  |
| 24-26 de marzo de 2016     | España         | Íscar                       | Íscarcup La Liga Promises                                 |
| 02-5 de junio de 2016      | España         | Villarreal                  | XXV Torneo Nacional PAMESA La Liga Promises 2016          |
| 27-29 de diciembre de 2016 | España         | Tenerife, Puerto de la Cruz | XXI Torneo Internacional La Liga Promises Tenerife        |
| 15-18 de junio de 2017     | España         | Villarreal                  | XXVI Torneo Nacional PAMESA La Liga Promises 2017         |
| 23-25 de junio de 2017     | Estados Unidos | Newark                      | III Torneo Internacional La Liga Promises 2017            |
| 27-29 de diciembre de 2017 | España         | Tenerife Arona              | XXII Torneo Internacional La Liga Promises                |
| 1-3 de junio de 2018       | España         | Villarreal                  | XXV Torneo Nacional PAMESA La Liga Promises 2018          |
| 8-10 de junio de 2018      | Estados Unidos | Newark                      | IV Torneo Internacional La Liga Promises 2018             |
| 26-29 de diciembre de 2018 | España         | Tenerife Arona              | XXIII Torneo Internacional LaLiga Promises Santander 2018 |
| 14-16 de junio de 2019     | España         | Villarreal                  | XXVI Torneo Nacional PAMESA LaLiga Promises 2019          |
| 28-30 de junio de 2019     | Estados Unidos | Newark                      | V Torneo Internacional La Liga Promises 2019              |
| 14-16 de junio de 2019     | España         | Villarreal                  | XXVI Torneo Nacional PAMESA LaLiga Promises 2019          |
| 24-26 de junio de 2022     | Estados Unidos | Orlando                     | VI Torneo Internacional La Liga Promises 2022             |

 LaLiga PROMISES Women
| Fecha                  | País   | Ciudad    | Torneo                                          |
| ---------------------- | ------ | --------- | ----------------------------------------------- |
| 21-23 de junio de 2019 | España | La Coruña | I Torneo Nacional Femenino LaLiga Promises 2019 |

### LaLiga WOMEN
| Fecha      | País     | Ciudad     | Estadio          | Club anfitrión    | Club 1ª División Femenina | Resultado |
| ---------- | -------- | ---------- | ---------------- | ----------------- | ------------------------- | --------- |
| 07/08/2016 | Suecia   | Linköping  | Linköping Arena  | Linköpings FC     | Atlético de Madrid        | 1-9       |
| 10/08/2016 | Suecia   | Eskilstuna | Tunavallen       | Eskilstuna United | Atlético de Madrid        | 3-3       |
| 04/08/2018 | Colombia | Bogotá     | Estadio de Techo | Atlético Huila    | Atlético de Madrid        | 1-3       |

#### LaLiga Women en laICC
Dentro de la llegada de La Liga en la ICC, también habrán partidos de LaLiga WOMEN en el torneo veraniego de máximo prestigio.
| Fecha      | País           | Ciudad | Estadio                                 | Club ICC          | Club 1ª División Femenina | Resultado |
| ---------- | -------------- | ------ | --------------------------------------- | ----------------- | ------------------------- | --------- |
| 15/08/2019 | Estados Unidos | Cary   | Sahlen`s Stadium at Wakemed Soccer Park | Olympique de Lyon | Atlético de Madrid        |           |

### Spain Experience
| País           | Ciudad                     | Equipo                      | Fecha          |
| -------------- | -------------------------- | --------------------------- | -------------- |
| Indonesia      | Yakarta                    | Sevilla FC                  | Mayo de 2014   |
| Malasia        | Kuala Lumpur               | Sevilla FC                  | Mayo de 2014   |
| Hong Kong      | Hong Kong                  | Valencia CF Villarreal CF   | Mayo de 2014   |
| China          | Changsha                   | Villarreal CF               | Mayo de 2014   |
| China          | Shanghái                   | Villarreal CF               | Junio de 2014  |
| Colombia       | Bogotá                     | Deportivo de La Coruña      | Julio de 2014  |
| Estados Unidos | San Francisco              | Atlético de Madrid          | Julio de 2014  |
| México         | Ciudad de México           | Atlético de Madrid          | Julio de 2014  |
| Perú           | Lima                       | Valencia CF                 | Julio de 2014  |
| Chile          | Santiago                   | Valencia CF                 | Julio de 2014  |
| Turquía        | Çeşme Provincia de Esmirna | Atlético de Madrid          | Agosto de 2014 |
| Tailandia      | Bangkok                    | UD Almería                  | Julio de 2014  |
| Australia      | Brisbane                   | Villarreal CF               | Junio de 2015  |
| Marruecos      | Agadir                     | Sevilla FC                  | Mayo de 2015   |
| Ecuador        | Guayaquil                  | RCD Espanyol                | Junio de 2015  |
| China          | Nankín                     | Real SociedadRayo Vallecano | Julio de 2015  |
| Japón          | Saga                       | Atlético de Madrid          | Julio de 2015  |
| Uruguay        | Montevideo                 | Málaga CF                   | Agosto de 2015 |
| China          | Shanghái                   | Atlético de Madrid          | Agosto de 2015 |
| Estados Unidos | Mountain View, Googleplex  | Real Sociedad               | Mayo de 2016   |
| Bolivia        | Santa Cruz de la Sierra    | RCD Espanyol                | Mayo de 2016   |
| Estados Unidos | Orlando                    | Sevilla FC                  | Julio de 2016  |
| Uruguay        | Montevideo                 | Celta, Deportivo            | Julio de 2016  |

### Champions of Spain
| País           | Ciudad                       | Deporte             | Equipo/Deportista                                   | Equipo LFP         | Fecha                |
| -------------- | ---------------------------- | ------------------- | --------------------------------------------------- | ------------------ | -------------------- |
| China          | Shanghái                     | waterpolo           | Selección femenina de waterpolo de España           | Villarreal CF      | Junio de 2014        |
| Estados Unidos | California (varias ciudades) | hockey sobre césped | Selección femenina de hockey sobre hierba de España | Atlético de Madrid | Julio de 2014        |
| Tailandia      | Bangkok                      | bádminton           | Selección española de bádminton                     | UD Almería         | Julio-agosto de 2014 |
| Tailandia      | Bangkok                      | bádminton           | Carolina Marín                                      | UD Almería         | Julio-agosto de 2014 |
| Australia      | Adelaide                     | taekwondo           | Equipo Español de taekwondo masculino sub-21        | Villarreal CF      | Junio de 2015        |
| China          | Shanghái                     | tenis de mesa       | Equipo Español de tenis de mesa                     | Atlético de Madrid | Agosto de 2015       |
| Estados Unidos | San Francisco                | rugby 7             | Selección de rugby 7 de España                      | Real Sociedad      | Mayo de 2016         |
| Alemania       | Dresde                       | Karate              | Equipo Español de Kárate                            | Real Betis         | Julio de 2016        |
| India          | Kochi                        | Ajedrez             | Equipo Español de Ajedrez                           | Girona FC          | Julio de 2018        |

### LaLiga LEGENDS
| Fecha     | País    | Ciudad   | Estadio        | Combinado anfitrión | LaLiga Legends | Resultado |
| --------- | ------- | -------- | -------------- | ------------------- | -------------- | --------- |
| 26/8/2016 | Irán    | Teherán  | Estadio Azadi  | Iranian All Star    | LaLiga Legends | 1-4       |
| 1/4/2017  | México  | Toluca   | Nemesio Díez   | Leyendas México     | Laliga Legends | 3-2       |
| 9/6/2017  | Polonia | Varsovia | Liegia Stadion | Polskie Legendy     | LaLiga Legends | 0-2       |